# Bud Powell
Earl Rudolph "Bud" Powell (Nova Iorque, 27 de setembro de 1924 – Nova Iorque, 31 de julho de 1966) foi um pianista estadunidense de jazz. Powell tem sido descrito como um dos "dois mais significantes pianistas do estilo de jazz moderno, que veio a ser conhecido como bop", o outro seria o seu amigo e contemporâneo Thelonious Monk. Junto com Monk, Charlie Parker e Dizzy Gillespie, Powell foi uma peça-chave na história do bebop, e a sua virtuosidade como pianista levou muitos a o chamarem de "o Charlie Parker do piano". Bud morreu muito novo, vítima de tuberculose, má nutrição e alcoolismo.

## Discografia
Os anos listados são os anos registrados (não os anos liberados).

### Gravações de estúdio
- 1947: Bud Powell Trio (Roost)[3]
- 1949–50: Bud Powell Piano Solos (Mercury / Clef) aka (½ of) Jazz Giant (Norgran / Verve)[4]
- 1949–51: The Amazing Bud Powell (Blue Note)[5]
- 1950: Bud Powell Piano Solos No. 2 (Mercury / Clef) aka (½ of) Jazz Giant (Norgran / Verve)[6]
- 1950–51: Bud Powell's Moods (Mercury / Clef) aka The Genius of Bud Powell (Verve)[7]
- 1953: The Amazing Bud Powell, Vol. 2 (Blue Note)[8]
- 1953: Bud Powell Trio, Volume 2 (Roost)[9]
- 1954–55: Bud Powell's Moods (Norgran / Verve)[10]
- 1954–55: Jazz Original (Norgran) aka Bud Powell '57 (Norgran / Verve)[11]
- 1955: The Lonely One... (Verve)[12]
- 1955: Piano Interpretations by Bud Powell (Norgran / Verve)[13]
- 1956: Blues in the Closet (Verve)[14]
- 1956: Strictly Powell (RCA Victor)[15]
- 1957: Swingin' with Bud (RCA Victor)[16]
- 1957: Bud! The Amazing Bud Powell (Vol. 3) (Blue Note)[17]
- 1957–58: Bud Plays Bird (Roulette / Blue Note)[18]
- 1958: Time Waits: The Amazing Bud Powell (Vol. 4) (Blue Note)[19]
- 1958: The Scene Changes: The Amazing Bud Powell (Vol. 5) (Blue Note)[20]
- 1961: A Tribute to Cannonball (Columbia)[21]
- 1961: A Portrait of Thelonious (Columbia)[21]
- 1963: Bud Powell in Paris (Reprise Records)[22]

### Gravações ao vivo
- 1944–48: Earl Bud Powell, Vol. 1: Early Years of a Genius, 44–48
- 1953: Winter Broadcasts 1953 (ESP-Disk)
- 1953: Spring Broadcasts 1953 (ESP-Disk)
- 1953: Inner Fires (Elektra)
- 1953: Summer Broadcasts 1953 (ESP-Disk)
- 1953: Autumn Broadcasts 1953 (ESP-Disk)
- 1953: Live at Birdland (Queen Disc [Italy])
- 1953–55: Earl Bud Powell, Vol. 2: Burnin' in U.S.A., 53–55
- 1957–59: Earl Bud Powell, Vol. 3: Cookin' at Saint-Germain, 57–59
- 1959–60: Bud in Paris (Xanadu)
- 1959–61: Earl Bud Powell, Vol. 5: Groovin' at the Blue Note, 59–61
- 1960: The Essen Jazz Festival Concert (Black Lion)
- 1960–64: Earl Bud Powell, Vol. 11: Gift for the Friends, 60–64
- 1961: Pianology (Moon [Italy])[23]
- 1961–64: Earl Bud Powell, Vol. 4: Relaxin' at Home, 61-64
- 1962: Bud Powell Live in Lausanne 1962 (Stretch Archives)
- 1962: Bud Powell Live in Geneva (Norma [Japan])
- 1962: Bud Powell Trio at the Golden Circle, Vols. 1–5[24]
- 1962: Budism (SteepleChase)
- 1962: Bouncing with Bud
- 1962: 'Round About Midnight at the Blue Note (Dreyfus Jazz)
- 1962–64: Bud Powell at Home – Strictly Confidential (Fontana)
- 1963: Earl Bud Powell, Vol. 6: Writin' for Duke, 63
- 1963: Americans in Europe (multiple groups, Impulse!)
- 1964: Earl Bud Powell, Vol. 7: Tribute to Thelonious, 64
- 1964: Blues for Bouffemont aka The Invisible Cage (Fontana)
- 1964: Hot House (Fontana)
- 1964: Earl Bud Powell, Vol. 8: Holidays in Edenville, 64
- 1964: The Return of Bud Powell (Roulette)
- 1964: Earl Bud Powell, Vol. 9: Return to Birdland, 64
- 1964: Earl Bud Powell, Vol. 10: Award at Birdland, 64
- 1964: Ups'n Downs (Mainstream)

### Compilações notáveis
- Tempus Fugue-It ( Proper ) - Quatro conjuntos de discos, de 1944 gravações com Cootie Williams às primeiras sessões para Blue Note e Clef em 1949-1950.
- The Complete Bud Powell on Verve - Cinco discos, sessões de 1949 a 1956.
- The Best of Bud Powell on Verve - Compilação de disco único.
- The Best of Bud Powell (Blue Note) - Compilação de disco único.
- The Complete Blue Note and Roost Recordings - quatro conjuntos de discos contendo todas as sessões de Amazing Bud Powell ... Blue Note mais sessões de Roost de 1947 e 1953. As sessões de Blue Note também foram remasterizadas e reeditadas como CDs individuais (embora o material de Roost não está incluído).
- The Complete RCA Trio Sessions - Contém Swingin 'com Bud e Strictly Powell.

### Como sideman
Com Art Blakey
- Paris Jam Session (Fontana, 1959)

Com Dexter Gordon
- Dexter Rides Again (Savoy, 1946)
- Our Man in Paris (Blue Note, 1963)

Com J. J. Johnson
- J. J. Johnson's Jazz Quintets (Savoy, 1946)

Com Charles Mingus
- Mingus at Antibes – reproduz "I'll Remember April" (Atlantic, 1960 [1976])

Com The Quintet (Dizzy Gillespie, Charlie Parker, Charles Mingus, Max Roach)
- Jazz at Massey Hall (Debut, 1953)

Com Frank Socolow
- New York Journeyman – Complete Recordings (Fresh Sound, 1945)

Com Sonny Stitt
- Sonny Stitt/Bud Powell/J. J. Johnson (Prestige, 1949–50 [1956])

Com Cootie Williams
- Cootie Williams and His Orchestra 1941–1944 (Classics)